# Nick Benson
Nicholas James „Nick“ Benson (* 8. Juni 1994 in Springfield, Missouri) ist ein US-amerikanischer Schauspieler.
Im Alter von sieben Jahren war Benson, nachdem er mit seinen Eltern nach Florida gezogen war, in verschiedenen Werbespots zu sehen. Wegen einer Rolle in King of Queens reiste er nach Los Angeles. 2004 bekam er die Rolle des Derrick in der US-Serie Summerland Beach. Außerdem übernahm er eine kleine Rolle in Jerry Bruckheimers Film Das Vermächtnis der Tempelritter, wo er an der Seite von Nicolas Cage agierte.
Zurzeit lebt er mit seinen Eltern und seinen zwei älteren Brüdern in Los Angeles.